# Красный Лиман 2-й
Кра́сный Лима́н 2-й — село в Панинском районе Воронежской области.
Входит в состав Краснолиманского сельского поселения.

## География

### Улицы
- ул. Звёздная
- ул. Лимановская
- ул. Молотова
- ул. Партизанская
- ул. Школьная

## Население
| 2000 | 2005 | 2010 |
| ---- | ---- | ---- |
| 923  | ↘756 | ↗796 |